# 파밍
파밍(Pharming)은 새로운 피싱 기법 중 하나이다. 파밍(pharming)은 사용자가 자신의 웹 브라우저에서 정확한 웹 페이지 주소를 입력해도 가짜 웹 페이지에 접속하게 하여 개인정보를 훔치는 것을 말한다. 파밍은 한국 형법상 재물손괴죄 및 전자기록손괴죄, 악성프로그램전달유포죄, 사문서 위조 및 변조죄, 사전자기록 등 특수매체 기록 위작, 변작죄, 절도죄, 컴퓨터등장애업무방해죄, 형법상 비밀침해죄, 정보통신망법 비밀침해 도용 누설죄, 속이는 행위에 의한 개인정보수집 위반죄, 정보통신망법상의 무단침입죄, 사기죄, 컴퓨터등사용사기죄 등이 성립될 수 있다. 파밍 범죄자가 웹 브라우징의 속도를 향상시키기 위해 인터넷 서비스제공자가 지정한 인터넷 주소정보에 접근할 수 있는 권한이 있거나 ISP회사의 서버에 결점이 있는 소프트웨어가 존재하여 사기꾼이 해킹으로 이 인터넷 주소를 변경시킬 수 있다면 가능하다.

## 같이 보기
- 해킹
- 피싱